# コロッセオ駅

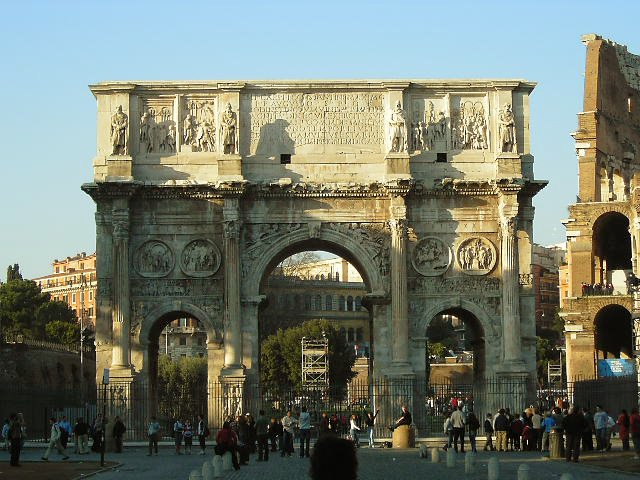
コンスタンティヌスの凱旋門。駅の出口から右手にみえる

コロッセオ (Colosseo) は、ローマ地下鉄のB線にある駅の一つで、1955年2月10日に開業した。
モンティ地区のコロッセオ通り (via del Colosseo) 沿いにあり、以下の最寄り駅となっている:
- カンピドリオ (Campidoglio)
- Lapidario di Roma
- フォーリ・ロマーニ (Fori Romani)
- ヴェネツィア広場 (Piazza Venezia)

駅のアトリウムはアルテメトロ・ローマを受賞したモザイクで飾られている。展示されているモザイクの作者は、ピエトロ・ドラツィオ（イタリア）とKenneth Nolan（アメリカ）Emil Schumacher (ドイツ) となっている。それらの写真はここでみられる。
主要出口から駅を出ると目の前には、右側にコンスタンティヌスの凱旋門を従えた巨大建造物コロッセオが現れる。
他の出口はサン・ピエトロ・イン・ヴィンコリ教会方面でアニェージ広場 (largo Agnesi) に面している。
駅はC線の建設準備作業中となっている。

## 周辺
- コロッセオ
- ドムス・アウレア (Domus Aurea)
- マクセンティウスのバシリカ (Basilica di Massenzio)
- チェリオ公園 (Parco del Celio)
- チェリオ陸軍病院 (Ospedale militare del Celio)

### 教会
- サン・ピエトロ・イン・ヴィンコリ教会 (San Pietro in Vincoli)
- サント・ステーファノ・ロトンド (Santo Stefano Rotondo)
- サンティ・ジョヴァンニ・エ・パオロ (Santi Giovanni e Paolo)
- サンティ・クアットロ・コロナーティ (Santi Quattro Coronati)
- サン・クレメンテ聖堂 (Basilica di San Clemente)

## その他の建物
- ヴェネツィア宮殿 (Palazzo Venezia)
- グリッロ宮殿 (Palazzo Del Grillo)

### フォールム
- Fori Imperiali
- フォロ・ロマーノ (Foro Romano)
- アウグストゥスのフォルム (Foro di Augusto)
- カエサルのフォルム (Foro di Cesare)
- ネルヴァのフォルム (Foro di Nerva)
- トライアヌスのフォルム (Foro di Traiano)
- コンスタンティヌスの凱旋門 (Arco di Costantino)

### カンピドリオ
- カンピドリオ (Campidoglio)
- カピトリーノ美術館 (Musei Capitolini)
- Cordonata